# Kanton Grone
Der Kanton Grone  bestand von 1807 bis 1813 im Distrikt Göttingen (Departement der Leine, Königreich Westphalen) und wurde durch das Königliche Decret vom 24. Dezember 1807 gebildet. Der Kanton war von den Umstruktierungen des Distrikts zur endgültigen Festsetzung des Zustands der Gemeinden im Departement der Leine vom 16. Juni 1809 betroffen. Die Gemeinde Sieboldshausen wurden abgespalten, das Kerstlingeröder Feld kam aus dem Kanton Radolfshausen hinzu die übrigen Gemeinden wurden in der unten stehenden Form neu organisiert.

## Gemeinden
- Grone
- Ellershausen
- Rosdorf und Ohlenhausen
- Lemshausen, Obernjesa, Diemarden und bis 1809 Sieboldshausen
- Geismar und Landwehr
- Herbershausen, Roringen, Nikolausberg, Wehnde, Niedernjesa und Vorwerk Reinholdshausen
- Mengershausen

ab 1809
- Grone
- Ellershausen
- Rosdorf
- Mengershausen und Rasenmühle mit Lemshausen
- Obernjesa
- Niedernjesa
- Diemarden
- Geismar und Vorwerk Reinholdshausen mit mehreren Schenken
- Herberhausen und Kerstlingeröder Feld (neu)
- Roringen
- Wehnde und Nikolausberg